# Polo G
Polo G, artistnamn för Taurus Tremani Bartlett, född 6 januari 1999 i Old Town i Chicago, är en amerikansk rappare. 
Polo G blev känd genom sina singlar, Finer Things och Pop out.